# Arione (cavallo mitologico)
Arione o Areione è una figura della mitologia greca.
Cavallo dalla nera criniera, secondo Pseudo-Apollodoro sarebbe nato dall'unione di Poseidone con Demetra, quest'ultima sotto forma di Furia. Invece, secondo il racconto di Pausania, Demetra, stanca e scoraggiata dopo tanto errare alla ricerca di sua figlia Persefone, rapita dallo zio Ade, non volendo unirsi con un dio o con un titano, si trasformò in giumenta e cominciò a pascolare tra gli armenti del dio Onco, che regnava a Onceo in Arcadia. Essa non riuscì, tuttavia, a trarre in inganno Poseidone, che si trasformò a sua volta in stallone e la violentò. Dalla loro unione nacque una figlia, di cui non era lecito pronunciare il nome (la dea misterica Despina), e un cavallo, Arione. Il furore di Demetra fu tale che in Arcadia fu onorata come Demetra la Furia.
Secondo Pausania il cavallo Arione appartenne dapprima a Onco, poi passò a Eracle, al quale servì nella spedizione contro la città di Elide e nella lotta contro Cicno. Eracle donò Arione ad Adrasto dicendo che, dopo tutto, preferiva combattere a piedi. Grazie alla velocità di Arione, Adrasto fu l'unico dei sette re che assediarono Tebe a salvarsi con la fuga. Dopo la disfatta dell'esercito argivo, infatti, Arione condusse Adrasto rapidamente lontano dal campo di battaglia e lo depose al sicuro in Attica, vicino a Colono.